# 친족

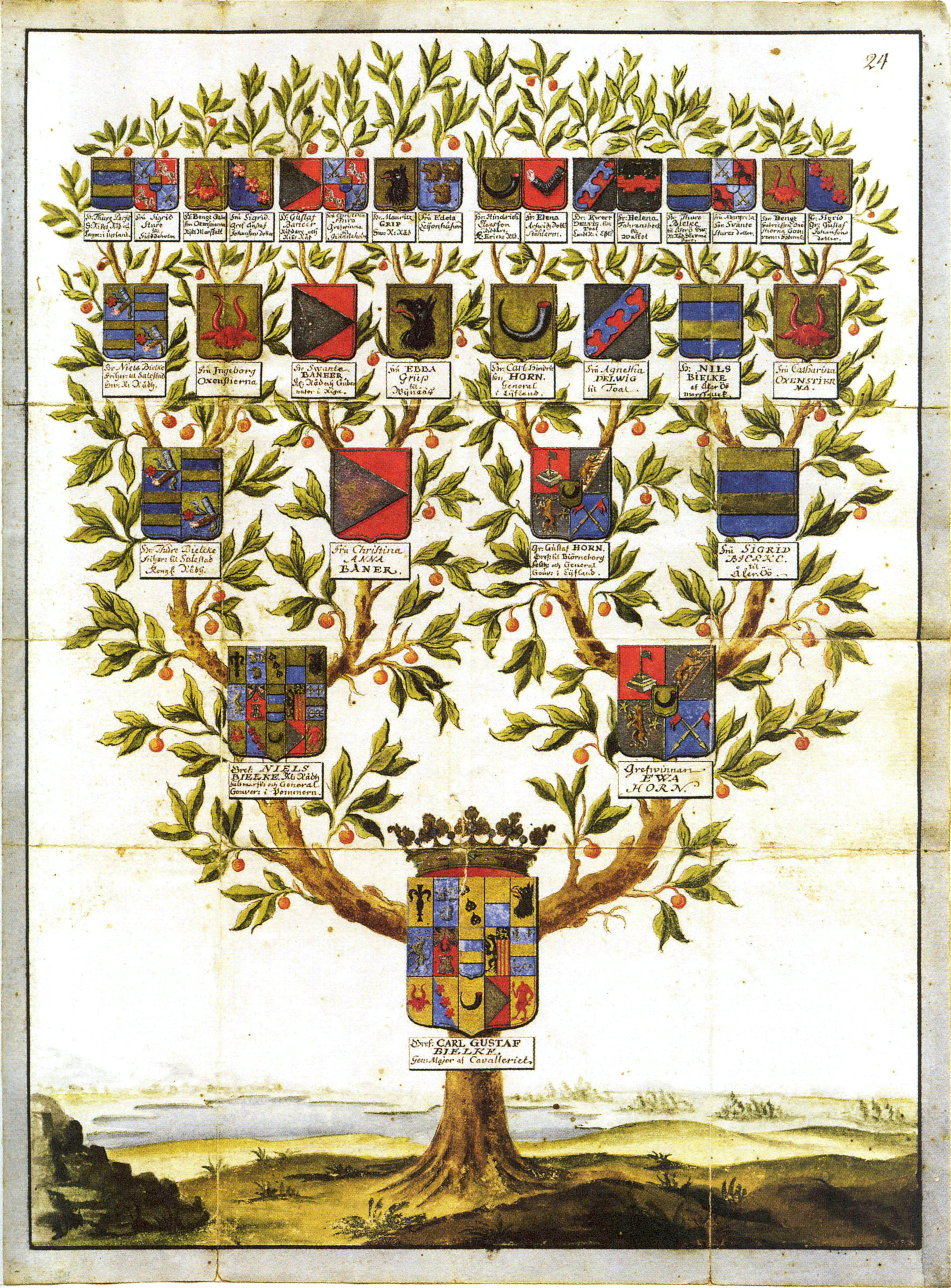

친족(親族, 영어: kinship)은 법률상의 의미로는 피붙이인 혈족과 혼인으로 맺어진 척족인 인척(姻戚)을 말하며, 이러한 넓은 의미의 친족은 보통 친척(親戚)이라고 하는데 이는 관습상의 친족과 척족(戚族)을 합한 말이다.
관습상의 의미로 친족은 직계친(直系親)과 동성방계친(同姓傍系親) 및 그의 처를 이르며, 관습상의 척족에는 어머니의 친족 및 할머니의 친족인 외척, 부계혈족인 여자(자매, 고모, 대고모, 당고모)의 남편과 직계비속인 내척, 시가(媤家)와 처가(妻家)의 친족인 인척이 있다.
구족(九族)은 고조, 증조, 조부, 부친, 자기, 아들, 손자, 증손, 현손까지의 동종 친족을 통틀어 이르는 용어이다.

## 대한민국의 친족
대한민국에서 법률상의 친족은 보통 친척이라고 하며, 이는 관습상의 친족과 척족을 아울러 이르는 말이다. 관습상의 친족은 당내친(堂內親)이라고도 하는데, 직계친과 8촌 이내의 부계혈족 및 그의 처를 말한다. 이성방계친(異姓傍系親)의 경우에는 관습상 6촌까지를 척족으로 본다.
1991년 이후 현재 대한민국 민법은 배우자를 포함한 친족의 범위를 8촌 이내의 혈족과 4촌 이내의 인척으로 규정하고 있다.(민법 제777조)
또, 이러한 법률상의 친족 사이에서는 혼인이 금지된다.(민법 제809조) 이에 대해서는 6촌이 넘는 모계혈족 간 혼인까지 무효로 하는 것은 혼인의 자유와 개인의 행복추구권 등을 무시하고 금혼범위가 지나치게 광범위하다는 점에서 과거 동성동본 금혼 규정과 동일한 비난을 받을 만하다는 비판이 있다. 이는 현행 민법상 친족(특히, 혈족)의 범위가 현실적 친족 관념은 물론 과거의 관습법상 친족의 범위에 비해서도 지나치게 넓다는 비판과 궤를 같이한다.

## 같이 보기
- 민족
- 부족
- 씨족
- 족보
- 친족법
- 계촌법
- 한국의 근친간 호칭법

## 참고 자료
- 뿌리찾기운동본부 편저 (1998년 4월 25일). 〈부록〉. 《한글판 우리집의 족보》. 서울: 민중서원.